# شهرستان استپنوفسکی
شهرستان استپنوفسکی (به لاتین: Stepnovsky District) یک شهرستان در روسیه است که در سرزمین استاوروپول واقع شده‌است.